# Olena Tokar
Olena Mikolajivna Tokar (Oekraïens: Олена Миколаївна Токар) (Novotoshkivske, 21 juni 1987) is een Oekraïense operasopraan. Sinds 2010 is ze verbonden aan de Opera van Leipzig. Ze heeft deelgenomen aan verschillende opera's in Europa waaronder La bohème op het Verbier Festival, Faust in Vilnius, La traviata in Trondheim en Romeo en Julia in Grange Park.

## Biografie
Tokar werd geboren in Novotoshkivske in de oblast Loehansk. Van 2002 tot 2006 studeerde ze zangkunst in Loehansk, de hoofdstad van de oblast. Ze vervolgde haar studie aan het conservatorium in Kiev. Sinds 2010 studeert ze aan de Felix Mendelssohnschool voor Muziek en Theater Leipzig, samen met Regina Werner-Dietrich. In 2011 nam ze deel aan het Young Singers Project van de Salzburger Festspiele. Daar volgde Tokar masterclasses bij Ileana Cotrubaș, Christa Ludwig, Alfred Brendel en Michael Schade. In 2012 behaalde ze de eerste prijs op de Internationaler Musikwettbewerb der ARD.
Tokar was in het seizoen van 2009-2010 juniorlid van de Opera van Leipzig waarna ze volwaardig lid werd. Ze verscheen daar als Antigona in Händels Admeto, Pamina in Mozarts Die Zauberflöte, Micaëla in Bizets Carmen, Mariana in Wagners Das Liebesverbot en Gretel in Humperdincks Hänsel und Gretel. In 2015 voegde ze Susanna in Mozarts Le nozze di Figaro toe aan haar repertoire, gevolgd in 2016 door Zdenka in Strauss' Arabella en Liu in Puccini's Turandot. Ze verscheen als Rusalka in Dvořáks Rusalka en als Sophie in Strauss' Der Rosenkavalier.
Tokar heeft opgetreden als gast, als Mimi in Puccini's La bohème op het Verbier Festival in 2015 en als Marguerite in Gounods Faust in de Semperoper in Dresden in 2016. Ze verscheen in 2017 in de opera van Vilnius als Marguerite en als Violetta Valéry in Verdi's La traviata in Trondheim in 2018. Ze verscheen dat jaar ook als Juliette in Gounods Romeo en Julia in Grange Park.

## Prijzen
- Eerste prijs Internationaler Musikwettbewerb der ARD, 2012[4]
- Eerste prijs Lortzing-Wettbewerb, 2012[2]
- Christine-Kühne-Preis, 2016[15]